# 生け簀

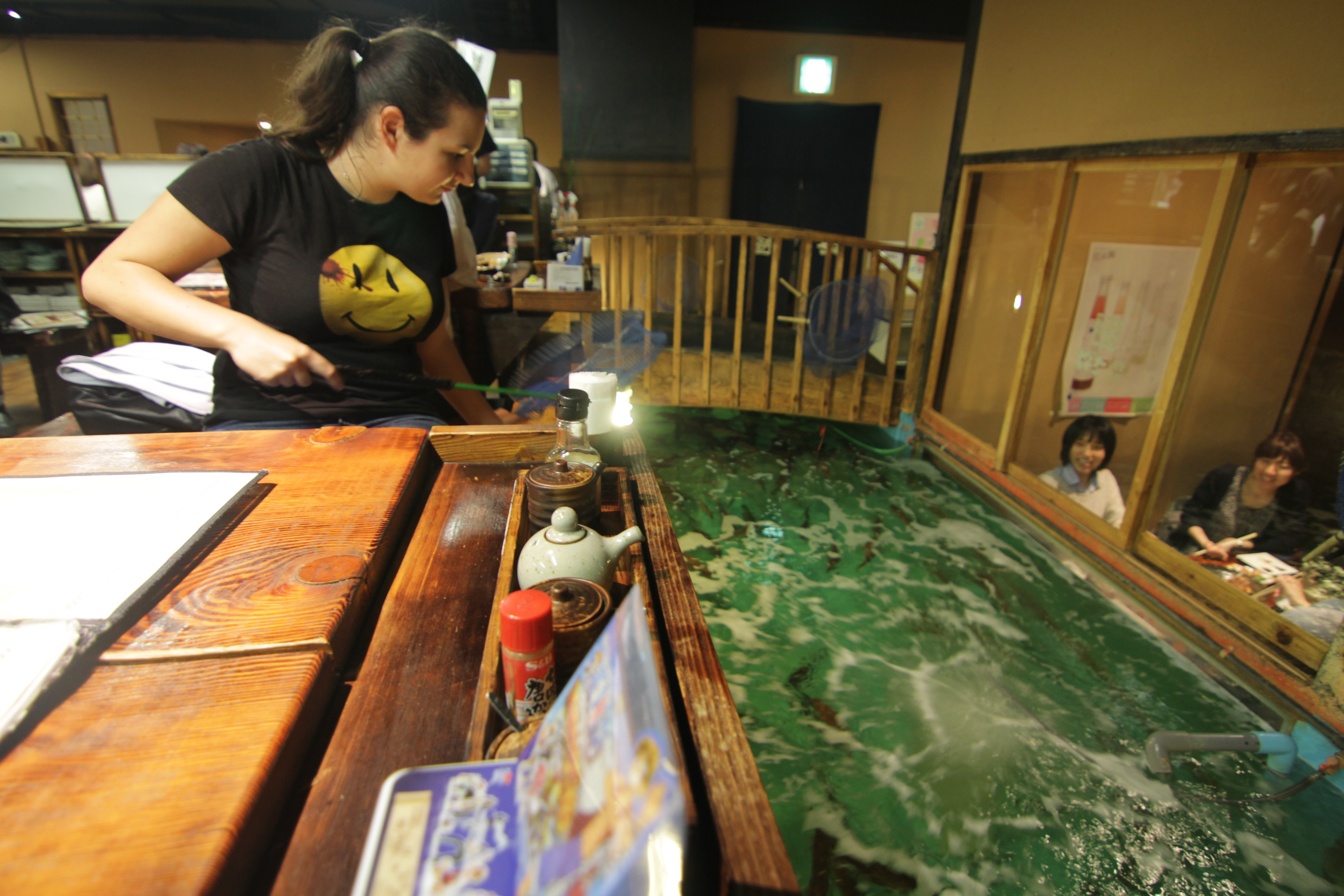
飲食店内の生け簀

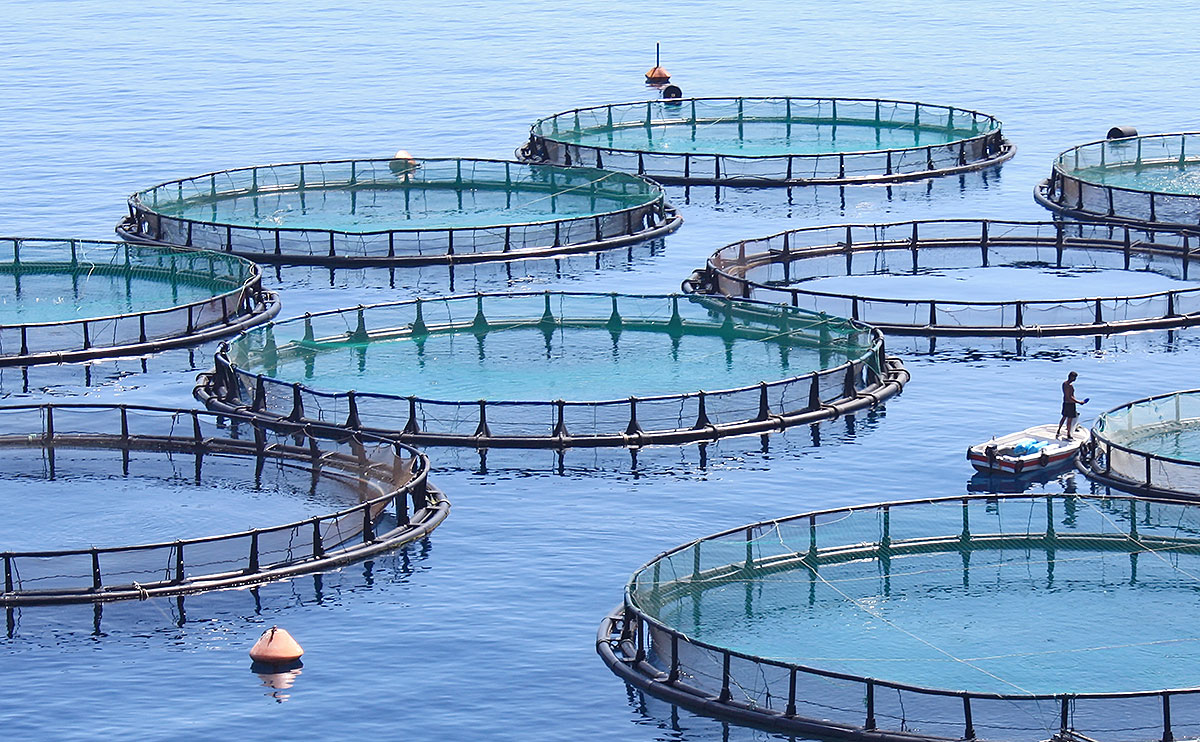
網生け簀での養殖

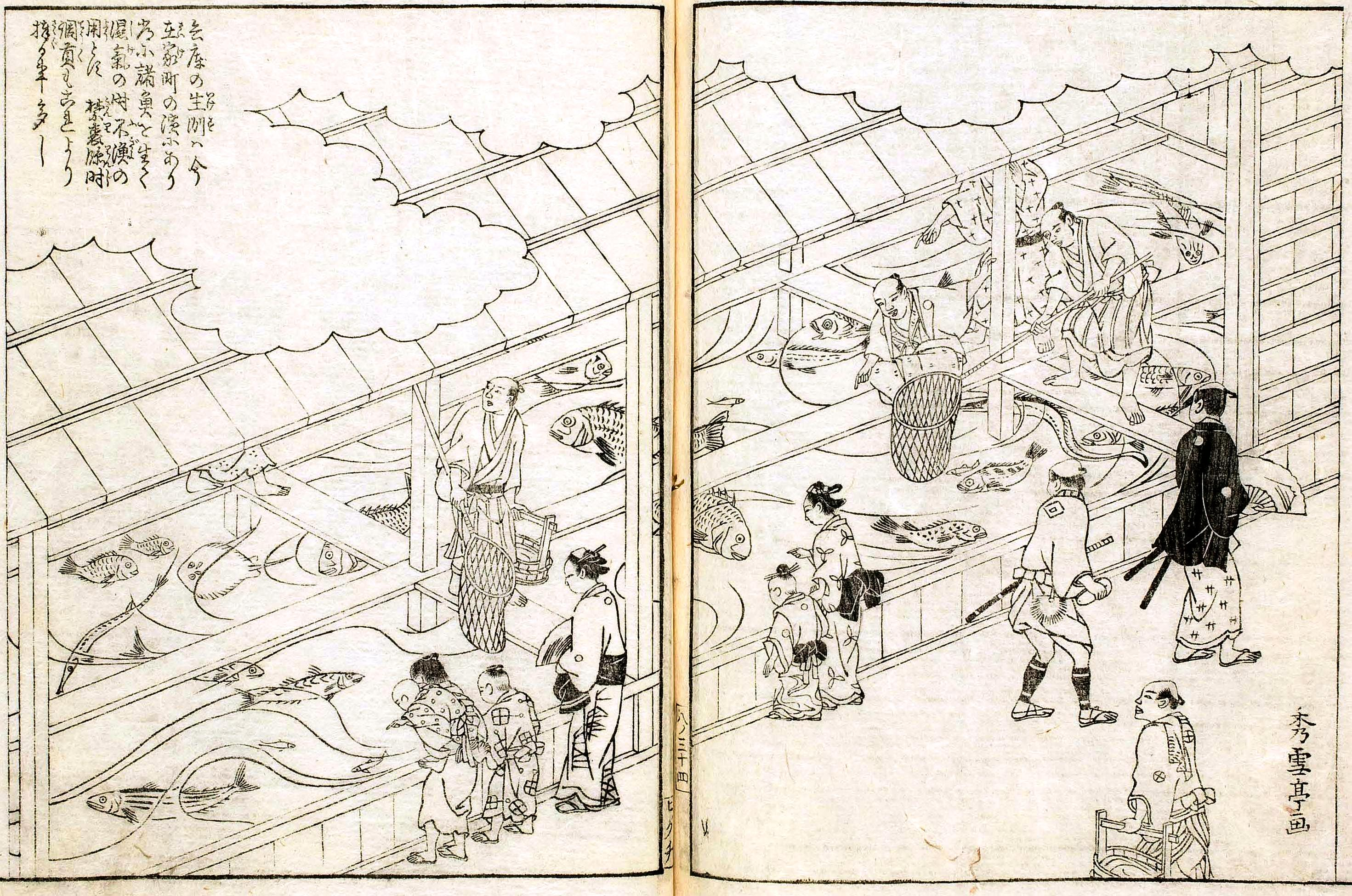
兵庫生洲（摂津名所図会）

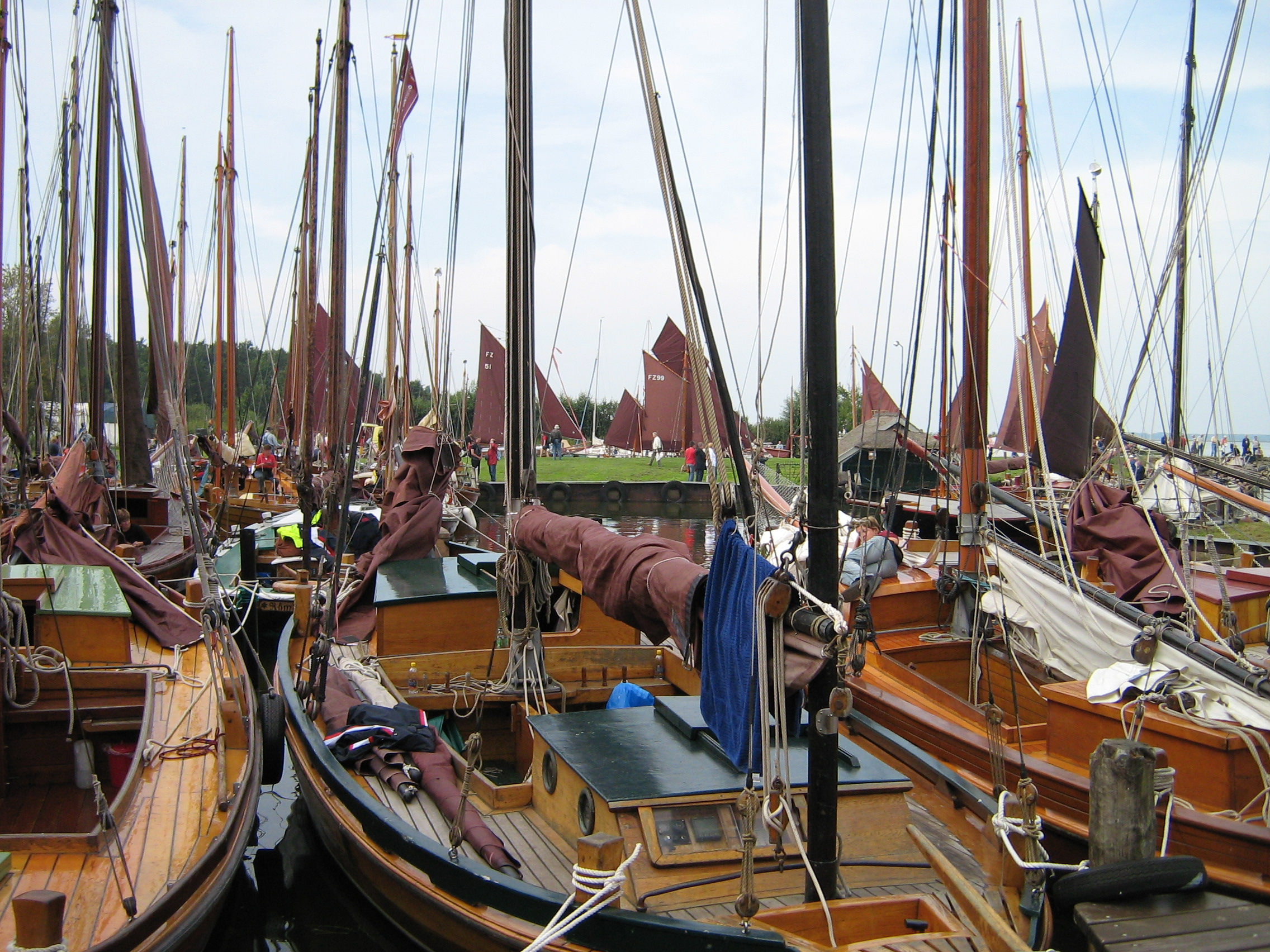
活魚倉を備えた漁船。このような活魚を生かす水槽設備は、活魚運搬船、活魚車などに備えられた。

生け簀（いけす）は、漁獲した魚介類を販売や食用に供するまでの間、一時的に飼育するための施設である。いけす、生簀とも表記する。

## 概要
生け簀は、海水域では水深の浅い沿岸（海面生け簀、海上生け簀）、淡水域では湖沼・ため池等に設けられる。また、陸上に設ける生け簀（陸上生け簀）もある。
材質や形状の観点からは、生け簀は以下のように分けられる。
- 箱生け簀
- 籠生け簀
- 船生け簀
- 掘り生け簀
- 網生け簀

生け簀で一時的に飼育されるのは、一般に高級魚介類で、例えば、マダイ、ブリ（ハマチ）、カンパチ、スズキ、トラフグ、ヒラメ、コイ等の魚類や、クルマエビ、イセエビ、アワビ、サザエ、マダコ等である。
近年では、網生け簀を用いて、魚類の養殖や、まき餌用のイワシの蓄養等も行われている。
また、飲食店においても、店内に生け簀を設けているものもある。